# Iouri Drozdov
Pour les articles homonymes, voir Drozdov.
Iouri Ivanovitch Drozdov (en russe : Юрий Иванович Дроздов), né le 19 septembre 1925 à Minsk (Biélorussie) et mort le 21 juin 2017 à Moscou (Russie), est un major-général du KGB et un haut dignitaire du KGB de l'URSS.

## Biographie

### Famille et jeunesse
Iouri Ivanovitch Drozdov est le fils d'Ivan Dmitrievitch Drozdov, un officier de l’armée impériale russe, décoré de la croix de Saint Georges, puis de l’Armée rouge, qui prit part à la guerre civile russe et à la Grande Guerre patriotique. Sa mère était Anastassia Kouzminitchna Pankevitch, la fille d’un gardien de verger biélorusse. Les parents de Iouri Drozdov finirent leurs jours dans la ville de Kazan, au Tatarstan.
De 1925 à 1937, le jeune Drozdov vécut à Minsk, en RSS de Biélorussie. En 1937, son père fut muté à Kharkov, dans l'est de l'Ukraine, où sa famille le suivit. Le jeune Iouri y apprit la langue ukrainienne. De santé fragile, Drozdov fut envoyé par son père dans une colonie de vacances militarisée, où pour la première fois, à l’âge de 14 ans, il commença de s’intéresser à l’artillerie.

### Une carrière militaire (1940-1956)
En 1940, Iouri Drozdov entre à l’âge de 15 ans dans une école secondaire spécialisée en artillerie. Peu après l'invasion de l'Union soviétique par l'Allemagne nazie, l'école est évacuée au Kazakhstan. Après avoir obtenu son baccalauréat, spécialisé militaire, le sergent Iouri Drozdov poursuit jusqu’en 1944 sa formation à l’école d’artillerie no 1 de Léningrad, transférée dans la ville d’Enguelsk, au Kazakhstan.
Diplômé de l’école militaire, le sous-lieutenant Drozdov commande à 19 ans une unité d’artillerie sur le premier front biélorusse en 1944. C’est en Pologne, dans un hôpital de Varsovie, qu’il rencontre sa future épouse – une infirmière du nom de Lioudmila Alexandrovna Youdénitch, qui lui donne par la suite deux fils.
Décoré à maintes reprises, le jeune Iouri Drozdov, comme sa future femme, termine la guerre à Berlin ; il continue ensuite son service dans la zone d'occupation soviétique en Allemagne. Après son retour en Union soviétique, le jeune officier Drozdov sert dans la circonscription militaire des pays baltes comme aide-de-camp du chef d’état-major d’un régiment d’artillerie.
En 1952, Drozdov entre à l’Institut militaire supérieur des langues étrangères à Moscou, qui est un des viviers des services spéciaux soviétiques. L’élève officier est rattaché à la faculté no 4, spécialisée en « opérations de sape psychologique des troupes et populations étrangères », où il apprend l’allemand et l’anglais.

### Une longue carrière au KGB (1956-1991)

#### Simple agent du KGB
L’espion de carrière Drozdov est resté en service au KGB pendant 35 ans, de 1956 à 1991. Il termine sa carrière avec le grade militaire de général en tant que directeur adjoint des renseignements extérieurs du KGB.
Après la formation à l’Institut militaire supérieur des langues étrangères à Moscou en 1956, Iouri Drozdov quitta la liste des personnels du ministère de la Défense pour rejoindre celle du Comité de la sécurité d’État, le KGB, où il suit d'abord une courte formation spécialisée en espionnage politique.
En 1957, Drozdov est un agent opérationnel subalterne du KGB. Il est envoyé en mission, avec sa famille, en République démocratique allemande. Sous le faux nom de Dragov il travaille pendant six ans dans le département des « illégaux » (la ligne « N ») de la représentation officielle du KGB à Berlin auprès du ministère de la Sécurité d’État de la RDA, la Stasi.
À son retour de la RDA Iouri Drozdov n’obtient pas immédiatement un emploi convenable dans l’appareil central de l’espionnage soviétique car il est diversement apprécié par la hiérarchie du KGB. Il suit à Moscou une formation continue pour les officiers supérieurs du KGB – une sorte de parenthèse administrative. Loin de le desservir, cette mise au placard provisoire lui rend un grand service en le propulsant parmi les cadres de commandement dans les renseignements extérieurs. La progression de la carrière de Drozdov au sein du KGB va alors s'accélérer.

### Mission à Pékin
En 1964, Iouri Drozdov, qui ne parle pas chinois et ne connaît pas la république populaire de Chine, est envoyé pour une longue mission en Chine, où il occupe le poste du rézidiente et dirige la nouvelle rézidientoura du KGB, dite « légale » - sous la couverture de l’ambassade de l’Union soviétique à Pékin. Cette nomination, censée être une promotion, en réalité était un cadeau empoisonné.
Lorsque les relations entre Mao Zedong et Léonid Brejnev s'enveniment, le poste du chef d’antenne du KGB en Chine devient un poste à haut risque. Les communistes soviétiques sont en effet devenus en Chine populaire des « révisionnistes », auxquels les maoïstes chinois mènent une guerre acharnée et pas toujours « froide ». Il faut dès lors très rapidement organiser un vrai réseau clandestin d’espionnage dans l’ancien pays « frère » devenu son pire ennemi presque du jour au lendemain.
Iouri Drozdov réussit dans cette mission et se fait remarquer par Iouri Andropov, à cette époque haut fonctionnaire au Comité central du Parti communiste de l'Union soviétique, avant de devenir le président du KGB en 1967. Sans doute grâce à une intervention personnelle d’Andropov, Iouri Drozdov commence la carrière de haut responsable du KGB. À son retour de Chine en 1968, il est nommé directeur adjoint de la Direction « S » (les « illégaux ») de la PGOU du KGB.
Il connaît deux directeurs des « illégaux » : Anatoli Lazarev (ru) (jusqu’en 1974) puis Vadim Kirpitchenko. 
Pendant cette période, Drozdov effectue de nombreux courts voyages à l’étranger pour mettre en place et inspecter les réseaux clandestins d’espionnage, rencontrer les agents clandestins les plus précieux.

#### Chef d’antenne du KGB à New York (1975-1979)
Le 9 août 1975, Iouri Drozdov est envoyé comme nouveau rézidiente aux États-Unis pour remplacer le général Boris Solomatine à la tête de la rézidientoura, ou antenne « légale » du KGB fonctionnant sous la couverture de la représentation permanente de l’Union soviétique auprès des Nations unies.
La « colonie » officielle soviétique à New York comptait à cette époque plus de 1 500 expatriés — sans prendre en compte les membres de leurs familles —, qui travaillaient tous plus ou moins pour le compte de l’espionnage soviétique. L’antenne « légale » à New York était considérée comme la rézidientoura no 2 du KGB dans le monde, le rang de son chef était celui d’un général-major. C’est à New York que le général du KGB Drozdov fête ses 50 ans le 19 septembre 1975.
La politique de la détente dans la guerre froide et la signature des accords d'Helsinki se soldent par certaines « ouvertures » idéologiques entre l’Ouest capitaliste et l’Est communiste et par une intensification de l’espionnage des deux côtés du rideau de fer, devenu plus perméable. Ironiquement, les espions soviétiques sous la couverture de l’ONU percevaient les traitements très généreux de cette organisation internationale prestigieuse pour mener les opérations clandestines de sape au profit de l’Union soviétique.

#### Grand patron de la direction «S» (1979–1991)
À son retour des États-Unis, Iouri Drozdov prend possession du bureau no 655 dans le bâtiment du KGB, place Dzerjinski — plus connue[pas clair] sous le nom de Loubianka — pour celui du grand patron de la Direction « S » (les « illégaux ») au rang de directeur adjoint de la PGOU du KGB. Iouri Drozdov exerce cette fonction pendant douze ans jusqu’à sa retraite, en 1991.
On peut affirmer qu’il est l’homme qui connaît le plus de secrets soviétiques parmi tous les hauts dignitaires du KGB. Général à la retraite, Drozdov se consacre aux activités de conseil et d’analyse au sein du cabinet privé « Namakon » et à la rédaction de ses mémoires. Bien entendu, l’ancien grand patron du service des « illégaux » ne divulgue dans ses livres destinés au grand public qu'une infime partie des secrets dont il a eu connaissance.
Il meurt à Moscou le 21 juin 2017, Iouri Drozdov est enterré au cimetière Troïekourovskoïe.

## Décorations
- Ordre de Lénine
- Ordre de la révolution d'Octobre
- Ordre du Drapeau rouge
- Ordre du Drapeau rouge du Travail
- Ordre de la Guerre patriotique (1re classe)
- Ordre de l'Étoile rouge
- Médaille pour la victoire sur l'Allemagne

## Œuvres
- Le travail nécessaire ou de sa variante Les notes du directeur des "illégaux"[6] (1999) et autres.